# Grete Berget
Grete Berget (født 25. marts 1954 i Vinstra i Gudbrandsdalen i Oppland, død 9. november 2017) var en norsk journalist og politiker (Ap). Hun var informationschef ved statsministerens kontor i 1988, personlig rådgiver for Gro Harlem Brundtland i 1989, børne- og familieminister fra 1991 til 1996 og informationschef i Arbeiderpartiet fra 1998 til 2001. Siden 2002 var hun rådgiver i Europabevegelsen, og siden 2003 var hun dens generalsekretær.